# Actephila platysepala
Actephila platysepala är en emblikaväxtart som beskrevs av François Gagnepain. Actephila platysepala ingår i släktet Actephila och familjen emblikaväxter.
Artens utbredningsområde är Laos. Inga underarter finns listade i Catalogue of Life.